# Конда сир Ганаве
Конда сир Ганаве (фр. Condat-sur-Ganaveix) насеље је и општина у централној Француској у региону Лимузен, у департману Корез која припада префектури Тил.
По подацима из 2011. године у општини је живело 637 становника, а густина насељености је износила 16,98 становника/km². Општина се простире на површини од 37,52 km². Налази се на средњој надморској висини од 350 метара (максималној 470 m, а минималној 296 m).

## Демографија
| 1962. | 1968. | 1975. | 1982. | 1990. | 1999. | 2011. |
| ----- | ----- | ----- | ----- | ----- | ----- | ----- |
| 835   | 922   | 815   | 726   | 678   | 631   | 637   |

График промене броја становника у току последњих година